# Milano Demons
Milano Demons è il quarto album in studio del rapper italiano Shiva, pubblicato il 25 novembre 2022.

## Tracce
1. Milano Demons – 2:43
2. Cup – 2:47
3. Vorrei (feat. Lazza) – 3:11
4. Take 4 – 2:50
5. Rollie AP (feat. Pyrex e Slings) – 2:59
6. Cellphone (feat. Rhove e Bianca Costa) – 3:32
7. Diamante – 2:59
8. Non è Easy – 2:44
9. Messaggio in segreteria (interlude) – 2:35
10. Cicatrici (feat. Tedua) – 3:12
11. Non lo sai – 3:48
12. Naturale – 2:46
13. Alleluia (feat. Sfera Ebbasta) – 2:40
14. Soldi puliti – 2:39
15. Dimenticare (feat. Federica Abbate) – 2:47
16. Un altro show (feat. Geolier) – 2:51
17. Se fosse per me – 3:46
18. 3 Stick Freestyle – 2:29

## Classifiche

### Classifiche settimanali
| Classifica (2022) | Posizione massima |
| ----------------- | ----------------- |
| Italia            | 1                 |
| Svizzera          | 18                |

### Classifiche di fine anno
| Classifica (2022) | Posizione |
| ----------------- | --------- |
| Italia            | 25        |
| Classifica (2023) | Posizione |
| Italia            | 7         |
| Classifica (2024) | Posizione |
| Italia            | 43        |